# Sorry (chanson de Justin Bieber)
Pour les articles homonymes, voir Sorry.
Singles de Justin Bieber
What Do You Mean?
(2015) Love Yourself
(2015)
Sorry est un single musical du chanteur canadien Justin Bieber extrait de son album Purpose, qui est sorti le 22 octobre 2015.
Le clip a atteint le milliard de vues sur YouTube seulement 137 jours après sa sortie, soit environ 4 mois.

## Classements
| Classements (2015–16)                   | Meilleure position |
| --------------------------------------- | ------------------ |
| Australie (ARIA)                        | 2                  |
| Autriche (Ö3 Austria Top 40)            | 2                  |
| Belgique (Flandre Ultratop 50 Airplay)  | 4                  |
| Belgique (Flandre Ultratop 50 Singles)  | 2                  |
| Belgique (Wallonie Ultratop 50 Airplay) | 7                  |
| Belgique (Wallonie Ultratop 50 Singles) | 3                  |
| Canada (Hot 100)                        | 1                  |
| Tchéquie (IFPI Singles Digitál)         | 1                  |
| Danemark (Tracklisten)                  | 1                  |
| Finlande (Suomen virallinen lista)      | 2                  |
| France (SNEP)                           | 4                  |
| Allemagne (Media Control AG)            | 3                  |
| Hongrie (Rádiós Top 40)                 | 29                 |
| Hongrie (Single Top 40)                 | 4                  |
| Irlande (IRMA)                          | 1                  |
| Italie (FIMI)                           | 3                  |
| Japon (Hot 100)                         | 23                 |
| Pays-Bas (Nederlandse Top 40)           | 1                  |
| Pays-Bas (Single Top 100)               | 1                  |
| Nouvelle-Zélande (RMNZ)                 | 1                  |
| Norvège (VG-lista)                      | 2                  |
| Pologne (ZPAV)                          | 65                 |
| Écosse (OCC)                            | 1                  |
| Slovaquie (IFPI Rádio)                  | 48                 |
| Espagne (PROMUSICAE)                    | 1                  |
| Suède (Sverigetopplistan)               | 1                  |
| Suisse (Schweizer Hitparade)            | 2                  |
| Royaume-Uni (UK Singles Chart)          | 1                  |
| États-Unis (Hot 100)                    | 1                  |
| États-Unis (Adult Contemporary)         | 22                 |
| États-Unis (Adult Pop Songs)            | 9                  |
| États-Unis (Dance Club Songs)           | 1                  |
| États-Unis (Latin Pop Airplay)          | 6                  |
| États-Unis (Pop Airplay)                | 1                  |

## Certification
| Pays             | Association  | Certification          | Ventes/Équivalence |
| ---------------- | ------------ | ---------------------- | ------------------ |
| Allemagne        | BVMI         | platine                | 400 000            |
| Australie        | ARIA         | 7x platine             | 490 000            |
| Belgique         | BEA          | 2x platine             | 100 000            |
| Canada           | Music Canada | 7x platine             | 560 000            |
| Danemark         | IFPI Danmark | 3x platine             | 270 000            |
| Espagne          | PROMUSICAE   | platine                | 40 000             |
| États-Unis       | RIAA         | Diamant                | 11 000 000         |
| France           | SNEP         | diamant                | 233 333            |
| Italie           | FIMI         | 6x platine             | 300 000            |
| Mexique          | AMPROFON     | or + platine + diamant | -                  |
| Nouvelle-Zélande | RIANZ        | 5x platine             | 75 000             |
| Pologne          | ZPAV         | diamant                | 100 000            |
| Royaume-Uni      | BPI          | 4x platine             | 2 400 000          |
| Suède            | GLF          | 8x platine             | -                  |

## Clip
Les danseurs et danseuses de l'équipe ReQuest Dance Crew ont participé à ce clip.
Le clip a atteint le milliard de vues sur YouTube seulement 137 jours après sa sortie, soit environ 4 mois.